# Béla Széchenyi
Le comte Béla Széchenyi de Sárvár–felsővidék, né à Pest le 3 février 1837 et mort à Budapest le 2 décembre 1908, est un explorateur géographique hongrois. Il est le fils aîné du comte István Széchenyi et de la comtesse Crescence (Louise) Seilern-Aspang et le petit-fils du comte Ferenc Széchényi.

## Biographie
Après avoir terminé ses études en Hongrie, Béla Széchenyi suit des cours de sciences politiques et de droit à Berlin puis à Bonn. En 1861 il est député du Comitat de Sopron. En 1862 il fait un voyage en Amérique du Nord avec le comte Gyula Károlyi puis il parcourt la France, le Royaume-Uni et les Balkans. En 1865 Széchenyi est réélu député du Comitat de Sopron. En 1867 et 1870 il organise en Algérie trois expéditions de chasse au lion. Ses reportages de safari sont publiés dans la Revue nationale de la chasse et de la compétition.
Le 4 décembre 1877, il part en Asie centrale avec le géologue Lajos Lóczy et le militaire et topographe Gusztav Kreitner. Ils parcourent l’Asie centrale, l’Inde, le Japon, Java, Bornéo et l’ouest de la Chine.
En 1880, Széchenyi est élu membre honoraire de l'Académie hongroise des Sciences. En 1896 il est reçu docteur honoris causa à l'Université Loránd Eötvös. En 1897 il est nommé conseiller secret puis Gardien de la Couronne.

## Sources
- (hu) Cet article est partiellement ou en totalité issu de l’article de Wikipédia en hongrois intitulé « Széchenyi Béla » (voir la liste des auteurs).